# Hary Suharyadi
Suharyadi 'Hary' Suharyadi (Jakarta, 14 de fevereiro de 1965) é um tenista profissional indonésio.
Hary Suharyadi em Olimpíadas disputou em 1988 e 1992, apenas em duplas. 